# باولا مودرزون-بيكر
باولا مودرزون-بيكر (بالألمانية: Paula Modersohn-Becker) (8 فبراير 1876 - 20 نوفمبر 1907) رسامة فنون تشكيلية ألمانية عاشت في أواخر القرن التاسع عشر، والتي اشتهرت بأسلوبها التابع للمدرسة التعبيرية.
رسمت باولا في حياتها الفنية التي استمرت لأربع عشرة سنة فقط حوالي 750 لوحة وحوالي ألف رسمة تخطيطية.

## روابط خارجية
- باولا مودرزون-بيكر على موقع الموسوعة البريطانية (الإنجليزية)